# 木曽電気
木曽電気株式会社（きそでんき かぶしきかいしゃ）は、大正から昭和戦前期にかけて存在した日本の電力会社である。岐阜県東濃地方で営業した小規模事業者の一つ。
現在の中津川市北部にあたる恵那郡坂下町にて1913年（大正2年）に設立。翌年に開業し、恵那郡北部と東に接する長野県西筑摩郡（現・木曽郡）南部にまたがる範囲で供給にあたった。1938年（昭和13年）、東濃・木曽地方の事業統合に伴い中部合同電気へと事業を譲渡して解散した。

## 歴史

### 起業の経緯
岐阜県の東部、現在の中津川市域においては、1906年（明治39年）4月まず恵那郡中津町に中津川電力社（後の中津電気）が開業して電気事業の歴史が始まった。同社は1915年時点でも供給区域を中津町に限っており、周辺の恵那郡落合村・苗木町などへ供給を拡大するのはその後のことである。
中津電気の事業拡大が遅れる中、恵那郡北部において1908年（明治41年）小県正櫟らの発起により「恵北電気」が計画された。川上村に水力発電所を建設し周辺町村へと配電するという計画である。隣接する付知町においても、1911年（明治44年）3月になって「付知電気」の出願があった。また恵那郡の東隣にあたる長野県西筑摩郡吾妻村（現・木曽郡南木曽町）では前村長の林亀寿郎らによる「木曽電気」の計画があり、木曽川支流蘭川の水利権出願が1910年（明治43年）12月になされていた。
1911年9月、木曽電気発起人に対して蘭川水利権が許可された。また9月4日付で蘭川の発電所を電源に西筑摩郡吾妻村・読書村と恵那郡坂下町に供給するという電気事業経営許可も下りた。23日、水利権許可を受けて木曽電気発起人と恵北電気発起人は将来的な合同を契約、恵北電気発起人が出願中の川上川水利権が許可されない場合は蘭川発電所を先に着工する旨を取り決めた。次いで翌1912年（明治45年）5月、付知電気発起人が恵北電気に合流。さらに同年10月恵北電気発起人も木曽電気に合流してこの地域の電気事業計画は木曽電気へと一本化された。
そして1913年（大正2年）10月16日、資本金10万円をもって木曽電気株式会社の設立に至った。会社の所在地は岐阜県恵那郡坂下町坂下（現・中津川市坂下）。発起人の中から林亀寿郎が社長に、小県正櫟が専務取締役に選出された。

### 設立後の動き
木曽電気は長野県側の蘭川発電所ではなく岐阜県側の川上川発電所の建設を優先した。開業は設立半年後の1914年（大正3年）4月20日付。まず岐阜県側の川上村・坂下町・福岡村・付知町の4町村で供給を開始した。続いて長野県側への拡張に移り、1916年（大正5年）5月28日より田立村、6月3日よりその東の吾妻村・読書村への供給をそれぞれ開始した。その後も1920年（大正9年）西筑摩郡山口村、1925年（大正14年）神坂村の順に配電を開始しており、供給区域は岐阜・長野両県にまたがる計9町村となった。
先に完成した川上川発電所の余力で長野県側も供給できたため、蘭川発電所については1915年（大正4年）3月水利権を一旦返納した。その後木曽電気は1918年（大正7年）9月に水利権を再申請する。この申請は木曽川本流に水利権を持つ名古屋電灯（のち大同電力へ移行）や東京の友田合資会社との競願となるが、地元吾妻村が木曽電気の出願を支持した結果、1922年（大正11年）8月木曽電気に許可された。なお出願中の1920年7月23日付で50万円の増資を決議し、資本金を60万円としている。そして1925年10月に蘭川発電所は運転を開始した。以後発電所建設はなく、増資も1度もない。
1937年（昭和12年）になると、逓信省は小規模電気事業の整理統合を方針化して主要事業者に対し隣接小規模事業の統合を勧奨しはじめた。これを機に全国的に事業統合が活発化していくが、岐阜県東濃地方から長野県木曽地方にかけての地域においては東邦電力の主導によって新会社中部合同電気を核に事業統合が推進されることとなった。中部合同電気の統合対象は木曽電気を含む7事業であり、木曽電気では1937年8月20日付で同社との間に電気供給事業譲渡に関する契約を締結。次いで10月30日開催の株主総会にて譲渡契約の承認を得るとともに、譲渡実行と同時に会社を解散する旨を決議した。そして翌1938年（昭和13年）8月1日付で事業の引継ぎを完了して中部合同電気が開業すると、同日付で木曽電気は解散した。最後の決算にあたる1938年3月末時点における供給成績は、電灯取付数1万6321灯（うち休灯2772灯）・電力供給契約130.17馬力（97.1キロワット）・電熱その他供給契約28.0キロワット・大口電力供給契約880キロワットであった。

## 供給区域
逓信省の資料によると、中部合同電気統合直前、1937年（昭和12年）12月末時点における供給区域は以下の9町村であった。
- 岐阜県恵那郡
  - 付知町・福岡村・坂下町・川上村（現・中津川市）
- 長野県西筑摩郡
  - 神坂村・山口村（現・岐阜県中津川市）
  - 田立村・吾妻村・読書村（現・木曽郡南木曽町）

ただし上記町村にあっても木曽電気による配電が及ばない地区があった。例えば福岡村では北部の田瀬地区から下野地区・福岡地区の順に配電されていったが、最南部の高山地区では電気利用組合（産業組合の一種）が自家用水力発電所を新設したことで1923年（大正12年）に点灯した。同様の組合は福岡地区の新田集落にもあり、また他にも自家発電で点灯した集落があった。さらに自家発電すら存在しない未点灯集落もあったが、こうした集落が電力会社による配電に移行するのは太平洋戦争後（中部配電時代）のことである。自家発電で点灯する集落は他に付知町にもあった。

## 発電所

### 川上川発電所
1914年の木曽電気開業時に建設された発電所は川上川発電所（かわうえがわはつでんしょ）という。所在地は岐阜県恵那郡川上村（現・中津川市川上）字奥屋。
木曽川支流川上川（かわうえがわ）にある既設用水路を一部拡張して建設された水力発電所である。発電所出力は一貫して100キロワット。主要設備は、エッシャーウイス製フランシス水車・シーメンス製三相交流発電機（容量150キロボルトアンペア・周波数60ヘルツ）各1台であった。
木曽電気解散後は中部合同電気を経て中部配電に引き継がれ、さらに1951年（昭和26年）からは中部電力川上川発電所となるが、1961年（昭和36年）9月に廃止されており現存しない。

### 蘭川発電所
位置：北緯35度35分9.5秒 東経137度35分26.4秒 / 北緯35.585972度 東経137.590667度

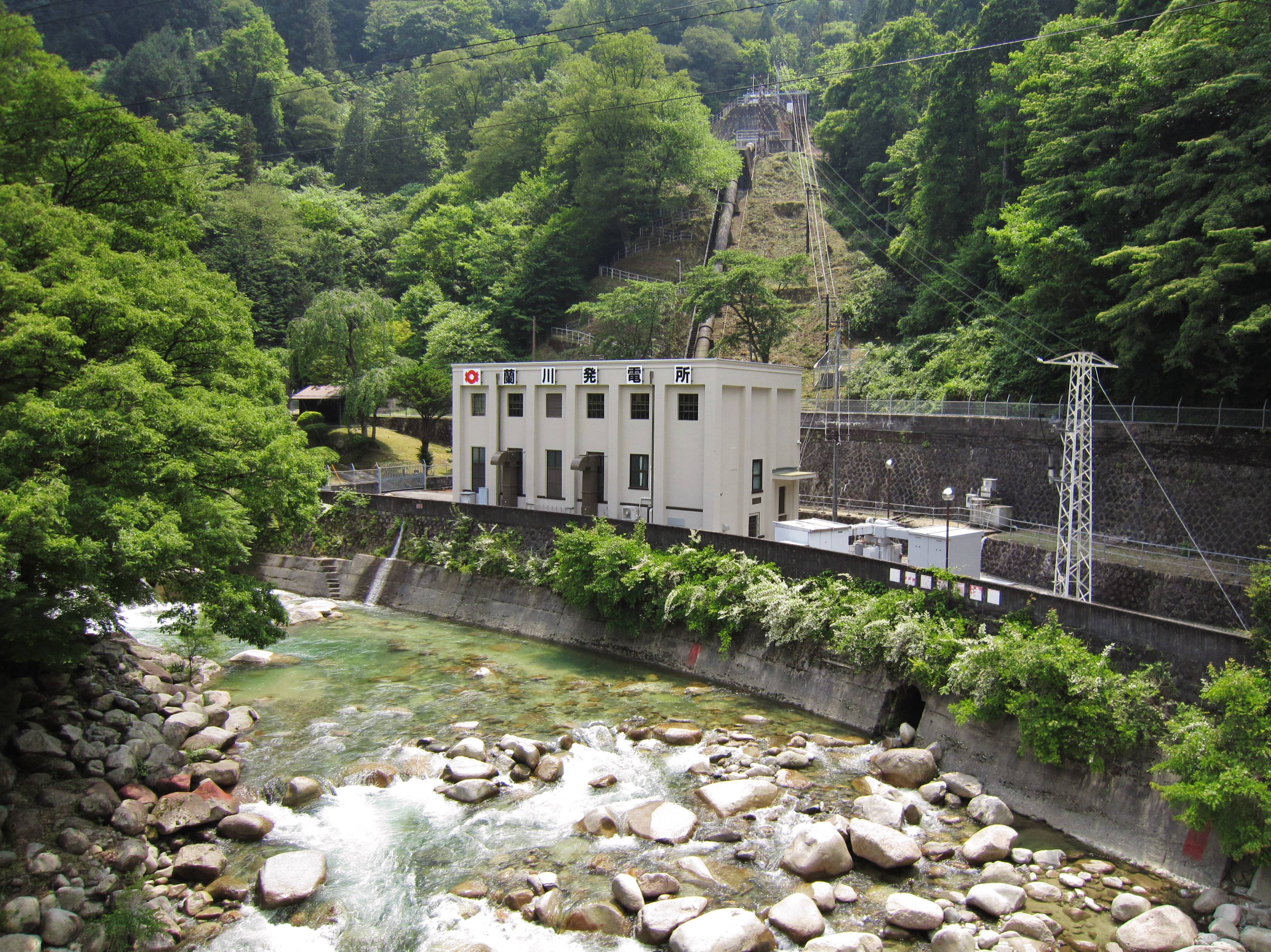
蘭川発電所（2011年）

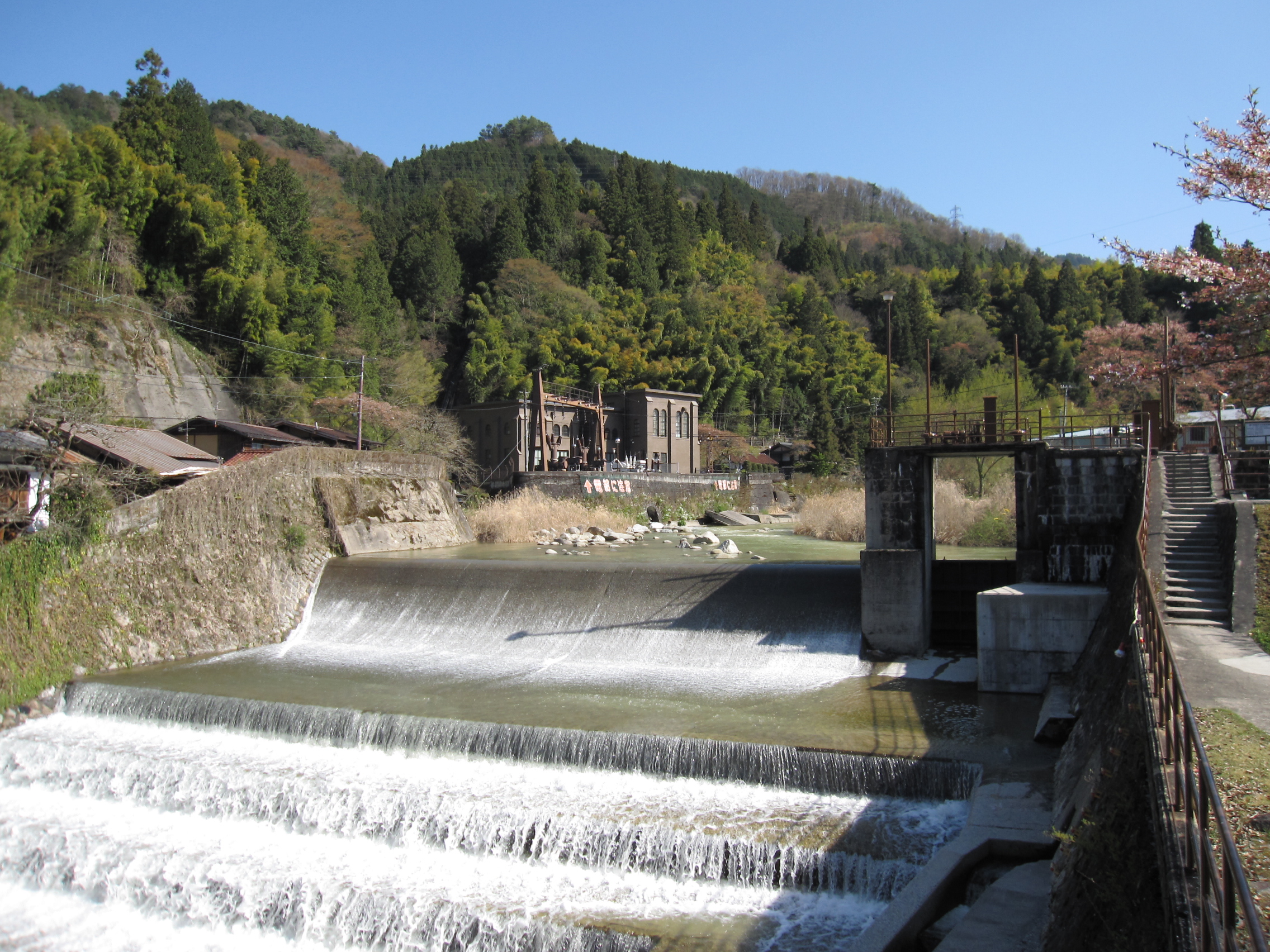
蘭川発電所取水口（2009年）。中央奥の建物は妻籠発電所。

木曽電気2番目の発電所は蘭川発電所（あららぎがわはつでんしょ）である。所在地は長野県西筑摩郡吾妻村大字妻籠（現・木曽郡南木曽町吾妻）字茅ヶ沢。木曽川支流蘭川（あららぎがわ）に2つある発電所のうち下流側のものにあたる。
1922年8月木曽電気に水利権が許可されたのち着工され、1925年10月初旬に竣工、10月19日より運転を開始した。出力は1200キロワット。水車・発電機は川上川発電所と同じくエッシャーウイス製およびシーメンス製で、水車は縦軸フランシス水車、発電機は容量800キロボルトアンペアの三相交流機（周波数60ヘルツ）をそれぞれ2台備える。
1927年、近隣の読書村を流れる木曽川支流与川に大同電力系の信美電力（後の木曽発電）が与川発電所を建設した。同社は1934年蘭川上流側に妻籠発電所も完成させる。両発電所の発生電力は一旦大同電力賤母発電所（山口村）構内にある木曽発電山口変電所へと送られ、昇圧の上で大同電力へと供給されていたが、木曽電気においても1932年10月より蘭川発電所の発生電力を同変電所経由で大同電力へと売電するようになった。木曽電気からの供給高は880キロワットである。
1942年4月に川上川発電所とともに中部合同電気から中部配電へと引き継がれたが、3年後の1945年（昭和20年）6月1日付でさらに日本発送電へと譲渡された。そして1951年（昭和26年）5月の電気事業再編成では与川・妻籠両発電所などとともに日本発送電から供給区域外ながら関西電力へと継承されている。